# Gem Glow (Steven Universe)
O Brilho da Pedra (português brasileiro) ou O Brilho da Joia (português europeu) (em inglês: Gem Glow) é o primeiro episódio da primeira temporada da série de animação americana Steven Universe, e sua estreia na série. Originalmente exibido no Cartoon Network em 4 de novembro de 2013, o episódio foi dirigido por Kevin Dart e foi escrito e encenado (storyboard) por Joe Johnston e Jeff Liu. 

## Enredo
Steven visita o Big Rosquinha, onde ele fica perturbado depois de descobrir que a marca Biscoito Gatinho foi descontinuada porque um concorrente recente, Leãozinho, se tornou mais popular em vendas. Como um ato de consolo, Sadie deixa ele pegar o freezer no qual eles foram originalmente vendidos. Quando ele chega em casa, ele encontra Ametista, Pérola e Garnet trancados em batalha com Centípodas que invadiram o quarto de Steven. Elas destruíram a maioria deles, mas não encontraram as gems que geralmente prendem depois de "poofar" a forma da Gem. Garnet acredita que a mãe Centípoda deve estar por perto, controlando os outros. Steven aproxima-se da geladeira e encontra um monte de Biscoitos Gatinhos no congelador. As Gems explicam como conseguiram algumas de uma fábrica próxima, já que sabiam que eram suas favoritas, e decidiram comprar o último lote restante para ele. Encantado, ele começa a cantar a música tema Biscoito Gatinho de um anúncio de televisão. Ele então dá uma mordida no Biscoito Gatinho, e sua gem começa a brilhar. Ametista diz a ele para tentar invocar sua arma, mas Steven não sabe como. Eventualmente, sua gem parou de brilhar, deixando Steven desapontado. Ele pede para ser ensinado como convocar uma arma, e Pérola se voluntaria para mostrá-lo primeiro.
Pérola leva-o para uma árvore com pétalas caindo continuamente, e diz a ele que cada pétala caindo no chão não está se movendo aleatoriamente, mas precisamente, com base nas propriedades físicas da Terra, e que isso pode ser dominado pelo treinamento pesado. Ela então convoca sua lança como uma demonstração. Steven pega e joga um punhado de pétalas, mas ainda assim, não entende o que Pérola está tentando dizer. Steven então vai à Ametista, que está atrás do Big Rosquinha. Ametista explica que sempre que ela precisa de sua arma, ela simplesmente vem a ela naturalmente. Ela demonstra puxando o chicote e cortando uma lixeira pela metade. Steven está perdido porque o que Ametista disse foi o oposto do que Pérola lhe disse. Lars então sai do Big Rosquinha, vê a lixeira ao meio e exclama "De novoǃ". Steven então visita Garnet por último, no topo do Templo de Cristal. Ele pergunta se ele tem que treinar duro e não se preocupar ao mesmo tempo, ao que ela responde afirmativamente. Ela diz a ele que a alternativa é se conectar com toda a matéria viva e energia ao redor dele, que é o método dela para puxar suas manoplas. Steven ainda não entende.
Steven decide recriar o que aconteceu quando sua gem começou a brilhar. Ele tenta fazer tudo exatamente como era antes e canta sua música novamente. Isso falha, e ele se pergunta se ele não está pronto para ser uma Crystal Gem. Garnet, Pérola e Ametista negam e dizem que ele é sim uma Crystal Gem.. Ele come outro Biscoito Gatinho, quando sua gem de repente começa a brilhar mais do que antes. Ela brilha até o ponto em que sua arma é finalmente revelada: um escudo. Os outros se aquecem, e Steven fica muito excitado, perdendo o controle. Seu escudo começa a saltar em torno da casa e bate na TV, que Ametista acha hilariante enquanto Pérola acha o contrário.
Steven conclui que ele pode convocar sua arma comendo sorvete. Quando Pérola olha para o Biscoito Gatinho, imaginando quais são seus ingredientes, o chão de repente começa a roncar, e a Mãe Centípoda (um Nefrita corrompido) aparece do lado de fora. Ametista, Pérola e Garnet vão para fora, mas dizem a Steven para ficar dentro, mas Steven pega o freezer junto com o Biscoitos Gatinhos e sai para ajudar. Steven captura a atenção do monstro e come um Biscoito Gatinho, pronto para convocar seu escudo. No entanto, ele não é invocado e então Steven recua. Ele come desesperadamente os Biscoitos Gatinhos restantes, imaginando por que não está funcionando. Quando ele vê Nefrita danificar o freezer de Biscoitos Gatinhos, ele fica perturbado e recebe uma nova onda de coragem. Ele pega o freezer pela tomada e joga-o, quebrado em Nefrita, eletrocutando-a. As Gems então derrotam Nefrita, e Garnet embolha sua gem, enviando-a para o templo.
Steven enterra os invólucros dos Biscoitos Gatinhos e começa a soluçar. Com a ajuda das Crystal Gems, ele conclui que não consegue invocar sua arma comendo sorvete. Então as gems o animam dizendo que ele vai descobrir como sua gem funciona "em seu próprio jeito Steven". Ele começa a se sentir enjoado e afirma que ele pode ter comido muitos Biscoitos Gatinhos, e Pérola e Ametista riem. 

## Elenco
- Zach Callison como Steven Universe
- Deedee Magno Hall como Pérola
- Michaela Dietz como Ametista
- Estelle como Garnet
- Dee Bradley Baker como Nefritas
- Matthew Moy como Lars Barriga
- Kate Micucci como Sadie Miller